# Nithulea nigrata
Nithulea nigrata – gatunek błonkówki z rodziny Pergidae.

## Taksonomia
Gatunek ten został opisany 1911 przez Sieverta Rohwera. Jako miejsce typowe podano argentyńską prowincję Chubut. Holotypem była samica.

## Zasięg występowania
Ameryka Południowa, znany z Argentyny z prowincji Chubut w płn. Patagonii.